# Phalacrotophora irregularis
Phalacrotophora irregularis är en tvåvingeart som beskrevs av Charles Thomas Brues 1936. Phalacrotophora irregularis ingår i släktet Phalacrotophora och familjen puckelflugor.
Artens utbredningsområde är Filippinerna. Inga underarter finns listade i Catalogue of Life.